# Telipna sulpitia
Telipna sulpitia là một loài bướm thuộc họ Lycaenidae. Chúng được tìm thấy ở phía đông bắc của Cộng hòa Dân chủ Congo, miền nam Sudan và phía tây bắc của Uganda.